# Distretto di Ban Thi
Il distretto di Ban Thi (in thailandese: บ้านธิ) è un distretto (amphoe) della Thailandia, situato nella provincia di Lamphun.